# Hội chứng Rapunzel
Hội chứng Rapunzel là một chứng đường ruột hiếm gặp ở người từ việc ăn tóc (trichophagia). Hội chứng được đặt tên theo nhân vật Rapunzel trong câu chuyện thần tiên của anh em nhà Grimm. Chứng Trichophagia thỉnh thoảng liên quan đến chứng trichotillomania (hội chứng thích giật tóc). Hội chứng này thường rất hiếm và là một dạng khác của bóng lông (hay trichobezoar, thuật ngữ dùng để đề cặp đến những cọng tóc hoặc lông cuộn lại nhưng nằm trong ruột động vật). Từ năm 1968, chỉ có 64 ca ghi lại. Hội chứng này xảy ra khi trichobezoar (bóng lông, ở đây là bóng tóc) đi qua ruột non, và đôi khi thậm chí vào ruột già kết tạo ra một phần tóc dài giống như đuôi (NCBI, 2016).

## Dấu hiệu và triệu chứng
Cụm từ "hội chứng Rapunzel" xuất hiện đầu tiên vào năm 1968.
Đặc điểm của hội chứng bao gồm:
- Phần chính của bóng nằm ở dạ dày, và đuôi của nó nằm ở ống tiêu hóa nhỏ và/hoặc phía bên phải ruột già
- Tắc nghẽn ruột non và ruột già
- Xảy ra ở bệnh nhân tâm thần
- Trichotillomania
- Đau bụng
- Buồn nôn, ói mửa
- Thủng ruột
- Thiếu hụt vitamin B12
- Hoại tử tụy cấp tính

## Nguyên nhân
Hội chứng Rapunzel bắt nguồn từ việc tiêu thụ tóc. Chứng này có thể xảy ra từ việc giật tóc của chính mình và ăn nó. Có nhiều chứng tâm thần liên quan đến chứng Rapunzel, như trichotillomania, trichophagia, và chứng pica. Trichotillomania là hội chứng thích giật tóc; sau đó việc ăn nó dẫn đến hội chứng nghiện ăn tóc là tricophagia. Pica là tiếng Latinh của "chim ác là", liên quan đến sự thèm muốn đồ không phải thực phẩm như quần áo, len, tóc, hoặc thậm chí các vật thể kim loại nhỏ.

## Chẩn đoán
Trichobezoar (bóng tóc) có thể chẩn đoán tiền phẫu thuật. Tuy nhiên, chẩn đoán Rapunzel phải xem xét từ nhiều khía cạnh của tiền sử bệnh nhân với các hội chứng khác như Trichophagia và Trichotillomania. Chứng này không có trong DSM V (Sổ tay chẩn đoán và thống kê các loại rối loạn tâm thần, tái bản lần 5), nhưng sẽ được chẩn đoán như chứng Trichotillomania trầm trọng. Bản thân hội chứng này từng được dùng để đề cập đến những biểu hiện của khối bóng đã kéo dài đến ruột non. Nhưng nó chỉ đề cập đến khối, mà không phải là triệu chứng rối loạn sức khỏe xuất phát từ nó.
Chẩn đoán được thực hiện bằng nội soi. Chụp CT cho ra kích thước và phần kéo dài của khối. "Nội soi GI trên" được biết đến là phương pháp chuẩn đoán phổ biến của trichobezoar, tuy nhiên chỉ nội soi có thể không phát hiện được hội chứng Rapunzel đang đồng thời tồn tại.

## Điều trị
Vì ống tiêu hóa của người không thể tiêu thụ tóc, trichobezoar chỉ có thể điều trị bằng phẫu thuật. Việc này bao gồm sự gỡ bỏ khối bằng cách tách xuất cẩn thận từ dạ dày và tá tràng. Nếu vật thể đủ nhỏ, nó có thể gỡ bỏ bằng nội soi. Nếu vật thể có kích thước lớn hơn 20 cm, phải được điều trị bằng phẫu thuật dạ dày. Khuyến cáo nên gây mê toàn thân với đặt nội khí quản khi lấy bóng để bảo vệ cổ họng khỏi bất kỳ tổn thương nào. Bệnh nhân sau đó cũng phải chấn đoán và điều trị tâm thần liên quan đến rối loạn kiểm soát xung động, đặc biệt là chứng trichotillomania. Theo dõi lâu dài cũng như tư vấn tâm thần cũng được khuyến khích để ngăn chặn sự việc lặp lại.

## Nghiên cứu
Mặc dù hội chứng này rất hiếm gặp, các nhà nghiên cứu cho rằng điều tối quan trọng nhất là các phương pháp phòng ngừa được thực hiện sau khi phẫu thuật. Lý do phổ biến nhất khiến bệnh nhân tái phát là do thiếu sự chăm sóc theo dõi và điều trị tâm lý không đầy đủ. Các nhà nghiên cứu đã kết luận rằng 92,5% của tất cả các trường hợp được báo cáo đã được điều trị thành công bằng phẫu thuật mở bụng với tỷ lệ thành công là 99% (NCBI,2016). Có rất ít báo cáo về việc điều trị thành công thông qua phẫu thuật nội soi, tuy nhiên điều này mới chỉ được thực hiện ở bệnh nhi.

## Báo cáo
Triển vọng sau khi can thiệp phẫu thuật là rất hứa hẹn. Tỷ lệ cắt bỏ khối thành công trên 90% và tỷ lệ biến chứng chỉ gần 10%. Bệnh tái phát rất ít gặp nhưng có thể xảy ra nếu người bệnh không theo dõi điều trị tâm lý hoặc tư vấn.

## Dịch tễ học
Hội chứng Rapunzel là chứng cực kỳ hiếm gặp, với ít hơn 64 trường hợp được báo cáo kể từ năm 1968. Nó phổ biến hơn ở phụ nữ trẻ hoặc vị thành niên. Hội chứng Rapunzel chủ yếu gặp ở những phụ nữ trẻ bị rối loạn cảm xúc hoặc tâm thần. Trường hợp đầu tiên được biết đến là của một cậu bé 16 tuổi vào năm 1779, ca này sau đó được công bố bởi Vaughan và cộng sự vào năm 1968. Trong số các trường hợp được báo cáo, độ tuổi điển hình bị ảnh hưởng bởi hội chứng này là từ 4-19 tuổi. Không có khu vực cụ thể nào trên thế giới xuất hiện hội chứng này nhiều, tuy nhiên các trường hợp được báo cáo là tất cả phụ nữ đến từ các quốc gia nơi phụ nữ truyền thống để tóc dài. Phụ nữ là đối tượng của chứng rối loạn này vì theo tự nhiên phụ nữ thường có tóc dài hơn nam giới. Chỉ có 1 trường hợp nam giới được báo cáo mắc hội chứng Rapunzel, nhưng cậu ta ăn tóc của chị em mình chứ không phải tóc của mình.